# Музеј Монмартра
Музеј Монмартра налази се на Монмартру, смештен на бројевима од 8 до 14, са службеним улазом на броју 12, улица Cortot, у 18. округу Париза, Француска. Основан је 1960. године, а као Музеј Француске класификован је 2003. године. Зграде су раније биле дом неколико познатих уметника, укључујући Пјер Огист Реноара и Сузане Валадон.

## Опис
Музеј је смештен у зградама старим три века, у хотелу "Demarne" и "Maison du Bel Air". Француски глумац из 17. века Росимонд кућу је стекао 1680. године.
У њему су живели многи познати уметници и писци попут Пјер Огист Реноара који је овде 1876. године насликао своје прослављене слике Љуљашка и Бал на Мулин де ла Галете. 
Као дом његови становници су били:
- Сузана Валадон, њен дом и студио
- Морис Утрило, син Сузане Валадон, сликар
- Андре Утер, супруг Сузане Валадон, сликар
- Емил Бернар
- Фовизти Ото Фриш и Раул Дифи
- Деметриос Галанис
- Франсиск Пулбо
- Леон Блој
- Пјер Реверди

## Збирке
Збирке музеја припадају удружењу Le Vieux Монмартр, основаном 1886. године, а садржи слике, фотографије, плакате и рукописе који приказују историју четврти, њен процват, боеме и кабарее из деветнаестог и двадесетог века.
Колекција обухвата Le Cabaret du Chat Noir Теофила Стајнлена, Bruant au Mirliton, Le Divan Japonais или Ле Мулен руж од Анри де Тулуз-Лотрека, La Place Pigalle Мориса Утрила, L’Autoportrait Сузане Валадон, Parce Domine по Вилет, L’enseigne du Lapin Agile као и величанствени Théâtre d’ombres Анри Ривијере.

## Реноарове баште и виноград
Вртови су обновљени према Реноаровим сликама. Они пружају добар поглед на виноград који постоји од средњег века и поново је засађен 1933. године. Према Њујор Тајмсу, од његовог радног винограда се говори да је најскупље лоше вино у граду.

## Реновирање
Место припада граду Паризу. 2011. управљање је поверено фирми "Kléber Rossillon" која планира да удвостручи изложбени простор. Студио Сузане Валадон и хотел Демарне обновљени су 2014. године.

## Галерија
- Улаз у Музеј Монмартра
- Двориште
- Студио Сузане Валадон
- Хотел Демарне
- Реноарове баште

## Радно време
Музеј је отворен током целе године сваког дана од 10 до 18 сати. Наплаћује се улазница.